# Special Olympics Timor-Leste
Special Olympics Timor-Leste (SOTL) ist der osttimoresische Verband von Special Olympics International mit Sitz in Dili. Ziel des Verbandes ist es, das ganze Jahr über Sport für geistig beeinträchtigte Kinder und Erwachsene anzubieten, damit sie körperlich fit sind, ihren Mut zeigen können und Freundschaften zu anderen Athleten und Mitgliedern ihrer Gemeinden knüpfen können. Außerdem betreut der Verband die osttimoresischen Athletinnen und Athleten bei den nationalen und internationalen Special Olympics Wettkämpfen, er ist gemeinnützig und wird durch die Arbeit von Freiwilligen und durch Spenden betrieben. Der SOTL wurde, so Special Olympics International, im April 2007 gegründet. Gemäß einer anderen Quelle erfolgte die Gründung erst im November 2008.

## Übersicht

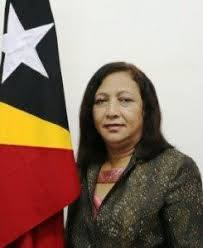
Maria Domingas Alves

Im Dezember 2009 waren 57 Personen Mitglieder bei Special Olympics Timor-Leste.
2015 zählte der Verband bereits 508 Athleten und 80 Trainer. Präsidentin der SOTL ist Maria Domingas Alves. Sie hat dieses Amt schon seit der Gründung inne. Betrieben werden Leichtathletik, Boccia und Fußball. Unterstützt wird die SOTL von Special Olympics International, dem Sozialministerium, dem Staatssekretär für Jugend und Sport, der Federaçao Timor-Leste de Atletismo, der Römisch-Katholischen Kirche in Osttimor und der Federação Futebol Timor-Leste (FFTL).

## Teilnahme an internationalen Wettbewerben
2007 nahm man erstmals bei den Special Olympics World Summer Games 2007 in Shanghai teil.
Im November 2009 vertrat eine Gruppe von 13 Personen Special Olympics Timor-Leste bei den Asia Pacific Special Olympics und danach bei den Peace Games in Kupang. Unterstützung dafür kam vom Sozialministerium, finanzielle Hilfe in Höhe von 10.000 US-Dollar vom Entwicklungsprogramm der Vereinten Nationen.
2009 erhielt Special Olympics Timor-Leste erstmals seit der Unabhängigkeit den Zuschlag für die Ausrichtung von Special Olympics Wettbewerben in der Region für das folgende Jahr.
Es folgten Teilnahmen 2010 beim Special Olympics Global Congress in Marrakesch, 2013 bei den Asia Pacific Games in Newcastle und mit neun Athleten bei den Special Olympics World Summer Games 2015 in Los Angeles. Das Team bestand aus den Leichtathletinnen und Leichtathleten Carmelita Carvalho, Anjelita da Costa, Felizarda Marçal da Costa, Óscar dos Reis, Mateus Guterres, Alcino Pereira, Amélia Ribeiro und João Soares sowie dem Bocciaspieler Honório Moura.
Bei den Special Olympics World Summer Games 2019 in Dubai entsandte der SOTL zehn Athleten in Leichtathletik und in Boccia und gewann fünf Gold-, drei Silber und zwei Bronzemedaillen.
Der Verband nahm an den Special Olympics World Summer Games 2023 in Berlin teil und wurde beim Host Town Program vor den Spielen von Rathenow in Brandenburg betreut. Die Delegation bestand aus 14 Personen. Das Team beteiligte sich an Wettbewerben in fünf Sportarten und erwarb fünf Medaillen. Norberta da Cruz dos Santos holte eine Gold- und eine Silbermedaille, Felizarda Marçal da Costa einmal Gold und einmal Bronze und Oscar Alexandrinho im Lauf über 400 Meter in Level B, Division 3 der Männer eine Bronzemedaille.

## Erfolgreiche Athletinnen und Athleten (Auswahl)
- Norberta da Cruz dos Santos, Leichtathletik
- Felizarda Marçal da Costa, Leichtathletik